# Виндалу

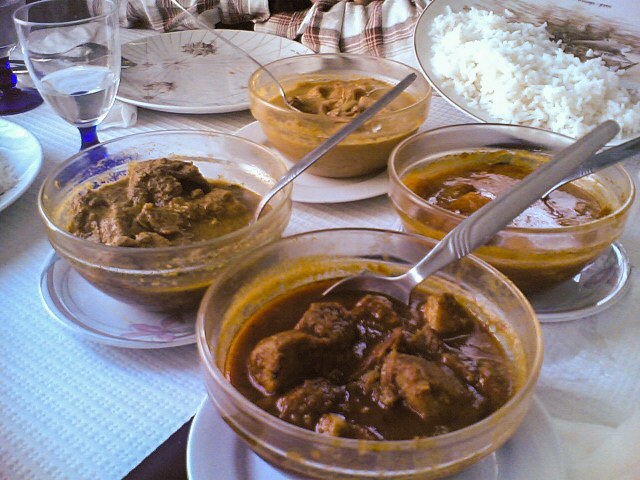
Виндалу

Виндалу — популярное индийское блюдо, завезённое в Гоа португальскими моряками.
Название виндалу происходит от португальского vinho de alho (чесночное вино). История блюда тесно связана с индийской провинцией Гоа, куда путешествовали португальские моряки. Таким образом, традиционно маринованная в уксусе свинина (в Португалии распространён именно винный уксус), протушенная с чесноком, попала в Индию, где к ней добавили множество традиционных индийских специй (таких как кумин, корица, горчичные семена, кайенский перец, красный перец и плоды тамаринда), но сохранила некоторые черты португальской кухни (винный или яблочный уксус, обжаренный в масле репчатый лук, чеснок).
Традиционный рецепт полагает наличие следующих обязательных компонентов: свинина, уксус и чеснок, а также смесь острых приправ (гарам-масала и/или карри), однако существует множество вариаций, начиная от замены свинины другими видами мяса (или даже несколькими) и заканчивая лёгкими неострыми вегетарианскими разновидностями виндалу.
Блюдо приобрело широкую известность в Британии, где оно, как правило, считается наиболее острым среди всех карри, что противоречит исконным традициям кухни Гоа, не слишком острой по сравнению с остальными кухнями Индии.

## Интересные факты
- В названии блюда существует некое противоречие, так как «алу» на хинди означает «картофель», в то время как в классический рецепт виндалу картофель не входит.
- Великобританская группа Fat Les написала пародию на английские футбольные гимны, обыгрывая карикатурных английских футбольных фанатов, безмерно употребляющих пиво и карри, и строящих всю свою жизнь вокруг футбола. Название песни — Vindaloo[англ.][1] (англицизированный вариант). Несмотря на то, что это пародия, песня стала неофициальным гимном чемпионата мира по футболу 1998 года.